# Stanisław Strumph-Wojtkiewicz

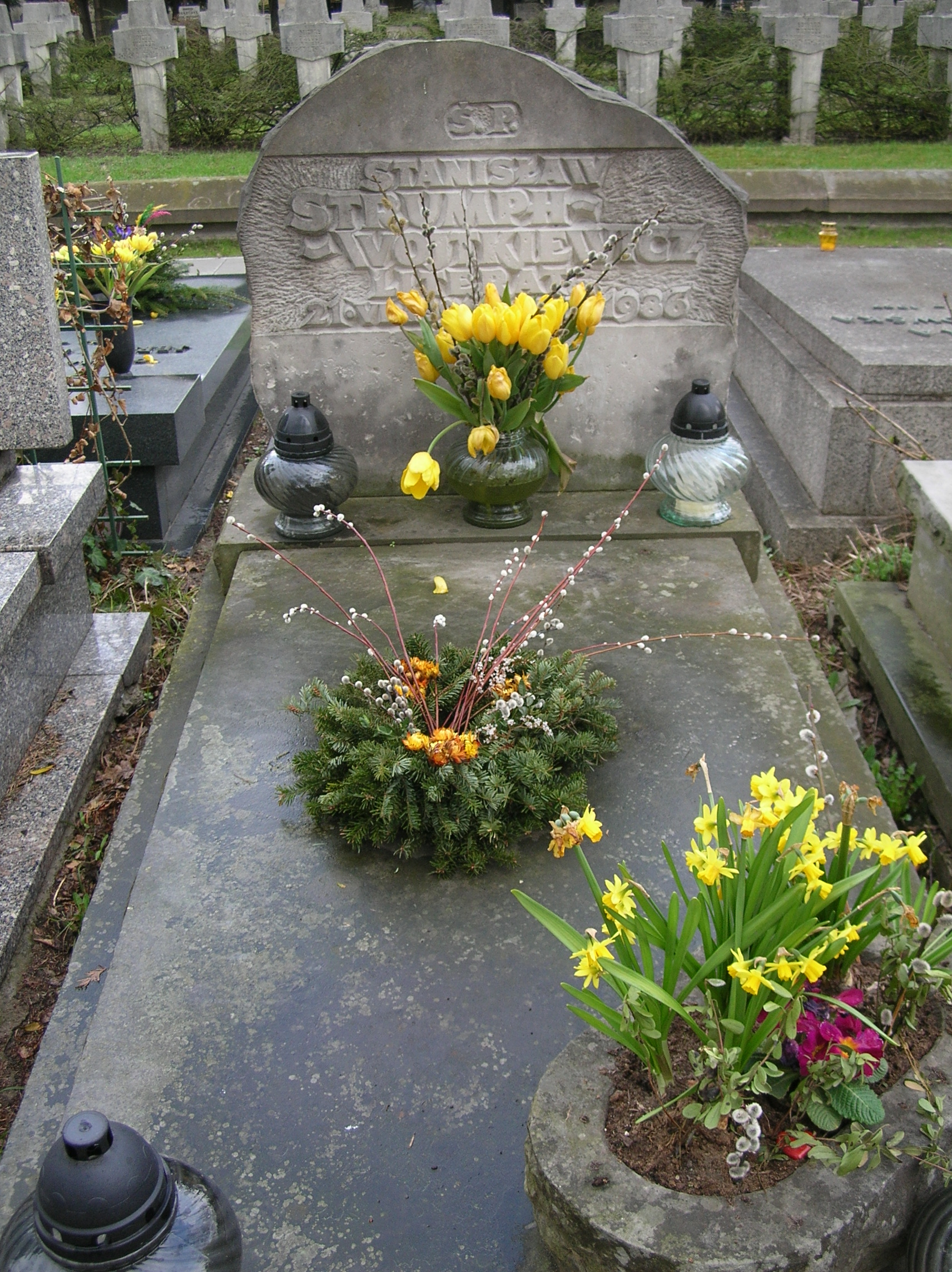
Grób Stanisława Strumph-Wojtkiewicza na cmentarzu Powązki Wojskowe w Warszawie

Stanisław Alojzy Strumph-Wojtkiewicz (ur. 21 czerwca 1898 w Warszawie, zm. 3 października 1986 tamże) – polski poeta, prozaik, dziennikarz, tłumacz literatury rosyjskiej i radzieckiej, oficer kawalerii Wojska Polskiego.

## Życiorys
Urodził się 21 czerwca 1898 w Warszawie, w rodzinie Karola i Marii z Wojtkiewiczów. Studiował na Politechnice Warszawskiej i Wydziale Humanistycznym Uniwersytetu Warszawskiego. Żadnych studiów prawdopodobnie nie ukończył, według własnych (niewiarygodnych) wspomnień studiował jeszcze przez dwa lata medycynę i bliżej nieokreślony kierunek na paryskiej Sorbonie.
Debiutował w 1915 na łamach czasopisma szkolnego „Ogniwo” (Baku). W latach 1917–1918 jako podoficer służył w 1 Pułku Ułanów Krechowieckich, zaś w latach 1918–1921 w Wojsku Polskim. Wziął udział w wojnie polsko-bolszewickiej. 7 lipca 1926 został mianowany podporucznikiem w rezerwie ze starszeństwem z 1 lipca 1925 i 381. lokatą w korpusie oficerów kawalerii. Działał przy organizowaniu Ligi Obrony Powietrznej i Przeciwgazowej, był pilotem szybowcowym. Propagował prasę lotniczą, motoryzacyjną oraz Ligę Morską i Kolonialną. 29 stycznia 1932 został mianowany porucznikiem ze starszeństwem z 2 stycznia 1932 i 147. lokatą w korpusie oficerów rezerwowych kawalerii. Posiadał przydział w rezerwie do 1 Pułku Ułanów Krechowieckich.
W 1921 ogłosił tom poezji Płonę i blednę. W latach 1922–1937 był redaktorem dziennika „Kurier Warszawski”, zaś w latach 1938–1939 – dziennika „Polska Zbrojna”.
W 1939 został zmobilizowany do Oddziału II Sztabu Naczelnego Wodza. Przeszedł 18 września granicę polsko-rumuńską w Zaleszczykach, przez Bukareszt przedostał się drogą przez Włochy do Francji. Tam do 1940 był dowódcą kompanii w Polskich Siłach Zbrojnych, później oficerem prasowym. W latach 1939–1945 pełnił funkcję oficera oświatowego i prasowego w Wielkiej Brytanii. W latach 1941–1942 był oficerem prasowym Armii Polskiej w ZSRR. Skłócony z oficerami z powodu swojego prosowieckiego nastawienia wrócił do Londynu, unikając sądu wojennego w Armii Andersa. W Londynie był szefem korespondentów wojennych i Kwatery Prasowej Naczelnego Dowództwa. Redaktor w Ministerstwie Informacji i Propagandy.
W 1945 wrócił do Polski. W latach 1946–1948 był redaktorem naczelnym dziennika „Wieczór Warszawy”.
W swej twórczości, zwłaszcza powojennej, przedstawiał swoją postać w taki sposób, że wywoływało to wśród znawców zarówno śmiech, jak i konsternację. Strumph-Wojtkiewicz twierdził m.in., że był pierwowzorem postaci Cezarego Baryki z „Przedwiośnia” Żeromskiego (w rzeczywistości jedyne, co go łączyło z tą postacią, to miejscowość Baku). Twierdził też, że był powiernikiem wielkich tego świata (był rzekomo doradcą marszałka Rydza-Śmigłego, gen. Weyganda, gen. Sikorskiego, gen. Andersa, gen. Sosnkowskiego, gen. Bora-Komorowskiego i wielu innych luminarzy współczesnego mu świata, zarówno w dwudziestoleciu międzywojennym, jak i później). Wspomniane osoby nie chciały jednak korzystać z rad Strumph-Wojtkiewicza i właśnie dlatego II wojna światowa miała taki przebieg, jaki znamy z historii – ta teza jest motywem przewodnim jego książek. Oczywiste konfabulacje, pomyłki, przeinaczenia, pomówienia i personalne ataki (niektóre wyjątkowo brutalne i złośliwe) stały się przyczyną kilku procesów w czasach PRL-u (takie procesy były m.in. z Melchiorem Wańkowiczem). Mitomanię Strumpf-Wojtkiewicza zdemaskował i przeanalizował właśnie Melchior Wańkowicz w artykule „Czaruś w grobowcu Szujskich. Polski Münchhausen” opublikowanym jeszcze za czasów PRL-u.
Twórczość Strumph-Wojtkiewicza, wprawdzie zafałszowana i koncesjonowana przez komunistów, miała jednak wielki wpływ na popularyzację i wzrost zainteresowania historią II Rzeczypospolitej i II wojny światowej w całym okresie PRL-u. Strumph-Wojtkiewicz, jako praktycznie jedyna osoba w PRL-u, miał monopol na wspomnianą popularyzację i robił tylko to, na co pozwalała mu komunistyczna cenzura. 
Był też szachistą, członkiem i działaczem Polskiego Związku Szachowego. W swej twórczości często wykorzystywał motywy oparte na grze w szachy.
W 1936 ożenił się z Czesławą Sieniarską. Został pochowany na cmentarzu Powązki Wojskowe w Warszawie (kwatera B4-8-21).

## Wybrana twórczość
- „Płonę i blednę” Trzy poematy (1921)
- „Jenerał Maj i inne nowele” (1926)
- „Warszawa w ogniu” (1926)
- „Skorpion i dziewczyna” (1927)
- „Dramat w ojczyźnie” (1931)
- „Pasierb Europy” (1936)
- „Lawina” (1939)
- „Sikorski i jego żołnierze” (1946)
- „Gwiazda Władysława Sikorskiego” (1946)
- „Na Atlantyku” Opowiadania (1946)
- „Emigranci” (1948)
- „Generał Komuny” (1950)
- „Opowieść o Bronisławie Szwarcem” (1953)
- „Sierakowski. Opowieść z lat 1848–1863” (1954)
- „Bitwa o Paryż” (1955)
- „W służbie wolności. Opowiadania z lat 1861–1863” (1956)
- „Droga Mickiewicza. Szkic bibliograficzny” (1955)
- „Traugutt” (1957)
- „Zdobywcy Przestworzy” (1958)
- „Wbrew rozkazowi. Wspomnienia oficera prasowego 1939–1945” (1959)
- „Agent nr 1” (1959)
- „Złote guziki” Nowele (1960)
- „Patrol na Biskaju” (1959)
- „Ziemia i gwiazdy” (1961)
- „Burzliwe życie Teodora Tomasza Jeża” (1961)
- „Książka szła za emigrantem” (1963)
- „Powstanie styczniowe” (1962)
- „Korsarze Wilhelma II” (1965)
- „Romans dowódcy” (1965)
- „Gen. J. Dąbrowski” (1967)
- „Noc nad Omylną. Powieść z 1945” (1967)
- „Gra wojenna” (1969)
- „Urlop w Nigerii” (1970)
- „Siła złego. Rzecz o Gibraltarze” (1971)
- „Piąta kolumna w Bristolu” (1971)
- „Czechowski i inni” (1973)
- „Czata Brańszczyk” (1973)
- „Alarm dla Gdyni” (1975)
- „Sekret Enigmy” (1978, 1979)
- „Rozpoznanie” (1979)
- „Tiergarten. Powieść z lat 1939–1945” (1986)

## Nagrody
- 1963 – Nagroda Ministra Obrony Narodowej II stopnia
- 1977 – Nagroda Ministra Kultury i Sztuki I stopnia
- 1978 – Nagroda Ministra Obrony Narodowej I stopnia

## Ordery i odznaczenia
- Krzyż Walecznych[2]
- Medal Niepodległości (16 marca 1937)[8]
- Złota Odznaka honorowa Ligi Obrony Powietrznej i Przeciwgazowej I stopnia[2]
- Order Feniksa (Grecja)[2]
- Brązowy Medal „Za zasługi dla obronności kraju” (1967)[9]